# Лаповиця
Лаповиця — річка в Україні, у Роменському районі Сумської області. Права притока Олави (басейн Дніпра).

## Опис
Довжина річки приблизно 5,2 км.

## Розташування
Бере початок у селі Малі Бубни. Тече переважно на північний схід і на північно-захілній околиці Кропивинці впадає у річку Олаву, праву притоку Сули.
Біля витоків річки пролягає автомобільна дорога Н07